# Werner von Siemens
Ernst Werner von Siemens (Lenthe, 13. prosinca 1816. – Charlottenburg, 6. prosinca 1892.), njemački elektrotehničar i izumitelj.
Jedan je od pionira elektrotehnike, a bavio se pretežno telegrafskom i mjernom tehnikom. Usavršio je telegraf s kazaljkom, pronašao bešavno oblaganje vodiča gutaperkom, podigao prvu dužu telegrafsku liniju u Europi, izumio samouzbudni generator istosmjerne struje (dinamo-stroj). Osnovao je 1847. s J.C. Halskeom poduzeće Siemens-Halske, koje se vremenom razvilo u veliku elektrotehničku tvrtku svjetskih razmjera Siemens AG.

Po njemu je mjerna jedinica električne vodljivosti nazvana siemens.
Godine 1879. izrađuje prvu električnu lokomotivu koja je bila izložena na tehničkoj izložbi u Berlinu. Imala je serijski istosmjerni motor, a pri brzini od 12 km/h mogla je vući 3 prikolice s ukupno 18 putnika.
I Siemensova braća bili su izumitelji i poduzetnici: Carl Wilhelm (1823. – 1883.) osnovao je u Velikoj Britaniji tvrtku koja je 1874./1875. postavila podmorski kabel između Irske i SAD-a, a razvio je, s bratom Augustom Friedrichom (1826. – 1904.), peć za proizvodnju čelika (Siemens-Martinova peć).